# Rotation (Film)
Rotation ist ein Film, der rückblickend das Leben eines deutschen Arbeiters in den Jahren 1920 bis 1945 erzählt.

## Handlung
Hans Behnke ist gelernter Drucker und, nach schweren Jahren der Arbeitslosigkeit und des Hungerns seiner Familie, in einem großen Verlag tätig. Politisch desinteressiert, gilt sein Bemühen auch nach der Machtergreifung der Nationalsozialisten dem Erhalt des Arbeitsplatzes. Dennoch repariert er auf die Bitte seines Schwagers hin, der später im KZ umkommt, eine Druckerpresse, auf der antifaschistische Flugblätter gedruckt werden, von denen er sich in purer Naivität einige Exemplare mit nach Hause nimmt. Sein Sohn Hellmuth, fanatischer Hitlerjunge, entdeckt sie und denunziert ihn.
Behnke wird von der Gestapo verhaftet, gefoltert und ins Gefängnis Moabit überführt. Dort entgeht er zusammen mit den anderen Häftlingen in den letzten Kriegstagen der Erschießung durch die SS. Die einmarschierenden russischen Truppen retten ihn und die anderen vor der Hinrichtung. In die halbzerstörte Wohnung zurückgekehrt, findet er seine Frau Lotte nicht mehr vor, sie ist ums Leben gekommen. Hellmuth befindet sich in Gefangenschaft. Eines Tages steht er vor der Tür, sein Vater verzeiht ihm.

## Produktion
Der Film wurde ab 29. September 1948 im Althoff-Atelier Babelsberg gedreht. Nach dem Abschluss der Dreharbeiten kam es zu langwierigen Auseinandersetzungen zwischen der DEFA und Regisseur Wolfgang Staudte. Eine Szene, die den Einmarsch der Nationen bei den Olympischen Spielen 1936 und dann das Hakenkreuz an der Jacke des Jungen zeigt, wurde entfernt. Als der Vater die Uniform des aus der Kriegsgefangenschaft heimkehrenden Jungen verbrennt, spricht er ursprünglich die Worte: „Das war die letzte Uniform, die du je getragen hast.“ Diese Szene fand man im Zusammenhang mit dem Aufbau der Volkspolizei als kontraproduktiv. Anfangs durfte die Szene bleiben, aber der Text wurde nicht gesprochen, schließlich wurde die gesamte Szene entfernt. Staudte verließ daraufhin die DEFA und arbeitete über ein Jahr im Westen.
Rotation hatte am 16. September 1949 im Berliner Kino Babylon sowie zur Eröffnung des ersten eigenen Filmtheaters der DEFA in der Kastanienallee (ebenfalls in Berlin) Premiere.
Der Start im DDR-Fernsehen war am 30. April 1954 im DFF. Die Erstausstrahlung in der ARD erfolgte am 13. Mai 1958.

## Bemerkungen
Wolfgang Staudte reflektiert ein Problem nicht nur des Dritten Reichs: „In einem politischen Raum unpolitisch leben“ zu wollen. Ohne großes Pathos und vordergründige Didaktik, mit sensiblem Gespür für das Alltagsmilieu und unterstützt von engagierten Schauspielern zeigt der Film die Gefahren, die der unpolitische Kleinbürger mit heraufbeschwören kann und denen er ausgesetzt ist. Ein eindrucksvolles, fundiertes, objektives Zeitbild.

## Kritiken
„Staudtes Film ist eine realistisch-kritische Analyse des unpolitischen, kleinbürgerlichen Opportunisten und Mitläufers, ohne den der Nationalsozialismus in Deutschland keine Chance gehabt hätte. Ein eindrucksvolles, engagiertes Zeitbild.“

## Auszeichnungen
1954: Auszeichnung beim Locarno International Film Festival